# Полет 981 на „Търкиш Еърлайнс“
Полет 981 на „Търкиш Еърлайнс“ е редовен полет от летище „Йешилкьой“ в Истанбул, Турция до летище „Хийтроу“ в Лондон, Обединеното кралство с междинно кацане на летище „Орли“ в Париж, Франция. На 3 март 1974 г. „Макдонъл Дъглас DC-10-10“, който изпълнява този полет, се разбива в гората Ерменонвил след експлозивна декомпресия на товарното отделение, на 37 километра извън Париж и убива всички 335 пътници и 11 членове на екипажа на борда. Катастрофата е известна още като въздушната катастрофа в Ерменонвил.
Това е най-смъртоносната самолетна катастрофа в историята на авиацията до 27 март 1977 г., когато 583 души загиват при катастрофата на летището в Тенерифе. Това остава най-смъртоносният инцидент с един самолет без оцелели, най-смъртоносният инцидент с участието на „Макдонъл Дъглас DC-10-10“ и най-смъртоносният авиационен инцидент във Франция.
Две години преди катастрофата, през 1972 г. след същия инцидент с машината при полет 96 на „Американ Еърлайнс“, „Макдонъл Дъглас“ въвежда редица незначителни промени в системата в опит да избегне повторение, които обаче не решават основния проблем с връзката между дръжката и щифтовете на заключващия механизъм. Катастрофата на самолета при полет 981 настъпва по същия начин, неправилно закрепената товарна врата в задната част на самолета се отваря и се счупва, причинява експлозивна декомпресия, която прекъсва критични кабели, необходими за управление на самолета. След бедствието резетата са преработени и заключващата система е значително подобрена.
Разследването установява, че подобен набор от условия, които причиняват повредата на пода на самолета, настъпват при наземни тестове още през 1970 г., преди серията DC-10 да влезе в търговска експлоатация. Въпреки предупрежденията от производителя на фюзелажа до „Макдонъл Дъглас“, не е направено нищо за коригиране на недостатъка. Последствията от тази напълно предотвратима катастрофа са много, включително (но не само) някои от най-големите граждански дела до тази дата. „Макдонъл Дъглас“ е изправен пред множество съдебни дела за катастрофата от семействата на жертвите и други. След като става ясно, че компанията няма да може да предотврати установяване на отговорност, заедно с „Търкиш Еърлайнс“ сключва извънсъдебно споразумение за около 100 милиона долара (еквивалентни на 566 милиона долара през 2023 г.) компенсация към семействата на жертвите.